# Highland County (Ohio)
 For alternative betydninger, se Highland County. (Se også artikler, som begynder med Highland County)
Highland County er et county i den amerikanske delstat Ohio.   Amtets administrationsby er  Hillsboro, og er opkaldt efter områdets kuperede topografi, der danner vandskel mellem Little Miami River og Scioto River. 

## Demografi
Der var 15,587 husstande, hvoraf 34.00% havde børn under 18 år boende. 58.40% var ægtepar, som boede sammen, 10.30% havde en enlig kvindelig forsøger som beboer, og 26.90% var ikke-familier. 23.20% af alle husstande bestod af enlige, og i 10.60% af tilfældende boede der en person som var 65 år eller ældre.
Gennemsnitsindkomsten for en hustand var $35,313 årligt, mens gennemsnitsindkomsten for en familie var på $41,091 årligt.